# Friedrich Trautwein
Friedrich Trautwein (né le 11 août 1888 à Wurtzbourg, mort le 20 décembre 1956 à Düsseldorf) est un pionnier de la musique électronique en Allemagne.

## Biographie
Enfant, Friedrich Trautwein apprend à jouer de l'orgue à l'église. Il étudie l'électrotechnique à l'Université technique de Karlsruhe, puis le droit à Berlin et la physique à l'université de Heidelberg.
En 1911, il passe l'examen pour rentrer dans un poste élevé du service postal. Lors de la Première Guerre mondiale, il est lieutenant et dirige une équipe de radio. Après la guerre, il reprend ses études de physique à Heidelberg et à Karlsruhe, et obtient son doctorat en ingénierie. L'année suivante, il travaille dans le service technique du réseau de télégraphe. À ce poste, il participe à la première création de la première station radio en Allemagne, la Vox-Haus à Berlin. Dans le même temps, il s'intéresse à la production électrique de son. Il dépose son premier brevet en 1922.
En 1929, il accepte un poste de professeur à l'académie des arts de Berlin. Il crée un instrument de musique électronique qu'il baptise d'après son nom, le trautonium, qu'il présente l'année suivante. Pour l'améliorer, il s'associe avec Oskar Sala, qui continuera ce travail après la mort de l'inventeur.
En 1949, Friedrich Trautwein rejoint à Düsseldorf l'école d'image et du son BIKLA, qui cesse peu après. L'Université Robert-Schumann de Düsseldorf (de) l'embauche pour former un département "Formation d'ingénieur du son" avec ses anciens élèves. En 1952, il développe un monocorde électrotechnique, présenté comme une évolution du trautonium, permettant des variations dynamiques plus modulaires.

## Sources, notes et références
1. ↑  Musik und Strom Teil 3: Drei Große aus den 30ern bei Bonedo.de

- (de) Cet article est partiellement ou en totalité issu de l’article de Wikipédia en allemand intitulé « Friedrich Trautwein » (voir la liste des auteurs).